# Allobates caribe
Allobates caribe (Barrio-Amorós, Rivas & Kaiser, 2006) è un anfibio anuro appartenente alla famiglia degli Aromobatidi.

## Etimologia
L'epiteto specifico è stato dato come nome in apposizione. La parola spagnola "caribe" si riferisce alle popolazioni native dei Caraibi.

## Distribuzione e habitat
È endemica del Venezuela, si trova a Cerro El Humo nello stato di Sucre ad un'altitudine di 1.050 m.